# Cornelio August Doelter
Cornelio August Doelter, auch Doelter y Cisterich, (* 16. September 1850 in Arroyo, Puerto Rico; † 11. August 1930 in Wien) war ein österreichischer Mineraloge, Petrograph, Vulkanologe, Chemiker und Hochschullehrer.

## Leben
Sein deutschstämmiger Vater heiratete in eine Familie reicher Plantagenbesitzer in Puerto Rico ein. Doelter kam mit seiner Mutter zur Erziehung zunächst nach  Paris und 1855 nach Karlsruhe und begann 1867 sein Studium der Naturwissenschaften (vor allem Geologie, Mineralogie und Chemie)  in Freiburg im Breisgau und Heidelberg, wo er ein Schüler von Robert Wilhelm Bunsen wurde. 1872 wurde er promoviert, ging nach Wien an die Geologische Reichsanstalt, habilitierte sich an der Universität Wien (Über die Vulkane der Pontinischen Inseln) und wurde 1876 außerordentlicher und 1883 ordentlicher Professor für Mineralogie und Petrographie an der Universität Graz. 1906/07 war er Rektor der Universität Graz. Von 1907 bis zur Emeritierung 1921 war er Professor an der Universität Wien als Nachfolger von Gustav Tschermak. Außerdem war er Hofrat. Im Jahr 1899 wurde er zum Mitglied der Leopoldina gewählt.
Er befasste sich mit der Petrographie von Eruptivgesteinen und Vulkanologie, zunächst auf den Pontinischen Inseln, dann den Kapverden. Schließlich untersuchte er alte Eruptivgesteine im Gebiet von Predazzo in Südtirol.
Bekannt ist er als Begründer der experimentellen Silikatchemie und chemischen Mineralogie. Er untersuchte auch die Entstehung der Farben von Mineralien und war im Ersten Weltkrieg mit der Erkundung von Erzlagerstätten auf dem Balkan befasst.
Doelter war von 1876 bis zur Scheidung 1915 mit der Grafikerin und Malerin Eleonore Doelter verheiratet, deren Vater der Geologe Franz Foetterle war. Aus der Ehe gingen ein Sohn und eine Tochter hervor. 1919 heiratete er Maria Theresia Schilgerius, Tochter eines Postbeamten.
Das Grab der Familie Doelter befindet sich auf dem St.-Leonhard-Friedhof in Graz.

## Ehrungen
Im Wiener Gemeindebezirk Donaustadt wurde 1953 die Doeltergasse nach Cornelio August Doelter benannt.

## Schriften
- Allgemeine Chemische Mineralogie, Leipzig: Engelmann 1890 Archive.org
- Edelsteinkunde. Bestimmung und Unterscheidung der Edelsteine und Schmucksteine. Die künstliche Darstellung der Edelsteine, Leipzig: Veit 1893
- Physikalisch-chemische Mineralogie, Leipzig: Barth 1905
- Petrogenesis, Braunschweig: Vieweg 1906, Archive
- Das Radium und die Farben, Dresden 1910
- Die Farben der Mineralien insbesondere der Edelsteine, Braunschweig: Vieweg 1915
- Herausgeber und Mitautor: Handbuch der Mineralchemie, 4 Bände, Dresden und Leipzig: Steinkopff 1912 bis 1931
- Die Mineralschätze der Balkanländer und Kleinasiens, Stuttgart: Enke 1916